# Jaume Cela i Ollé
Jaume Cela i Ollé (català: Jaume Cela Ollé)  (Sarrià, 14 d'agost de 1949) és un escriptor de literatura infantil català. Va ser director i professor al CEIP Escola Bellaterra. L'any 2008 va rebre la creu de Sant Jordi.
De petit, li agradava molt anar al cinema i el món de la lectura. Va anar combinant els seus estudis de batxillerat amb treball a diferents escoles, fins que es va llicenciar en Magisteri a l'Escola de Formació del Professorat de la Universitat Autònoma de Barcelona. Avui dia és escriptor, pedagog i mestre de l'Escoleta Bellaterra. Habitualment col·labora en premsa i en revistes de pedagogia.
Li agrada molt anar al cinema.

## Biografia
Va néixer a Sarrià (un barri benestant de Barcelona) el 14 d'agost de 1949. De petit era un gran aficionat a la lectura i al cinema. D'adolescent va treballar en una oficina d'assegurances, fins que va decidir posar-se a estudiar per poder treballar de mestre. Va compaginar els seus estudis de Batxillerat amb el treball en diverses escoles. Fins que va iniciar els seus estudis universitaris a la Universitat Autònoma de Barcelona.
Va formar part de la segona promoció de Mestres de l'Escola de la Formació del Professorat de la Universitat Autònoma de Barcelona i va tenir de professor gents com: Lluís López del Castillo, Àngels Prat, Arturo Noguerol, Carme López, Miquel Desclot (qui destaca), entre d'altres, que van marcar la seva formació.
Un cop acabada la carrera de mestre va iniciar la seva carrera professional passant per diverses escoles : primer va passar per la minà on es va estar quatre anys, després es va traslladar a l'escola Torrent d'en Melis, al barri del Guinardó de Barcelona. Un cop va passar per aquestes escoles va deixar d'exercir directament com a mestre i va passar a formar part de l'equip de Rosa Sensat. Actualment segueix sent mestre de l'Associació Rosa Sensat i també és membre de la Federació de Moviments de Renovació Pedagògica de Catalunya.
A partir d'aquest moment la família va ser el seu estímul per iniciar-se al món de la narració. Va començar publicant un petit conte anomenat “Els nassos del rei” l'any 1988 i a partir d'aquí va anar publicant novel·les regularment.
Actualment treballa al CEIP Escola Bellaterra on compagina, des del setembre de 1991, la tasca de direcció del centre amb les classes. Jaume Cela reconeix que les experiències viscudes durant la seva infantesa marquen el seu estil de vida i el model educatiu que defensa, basant-se en la llibertat individual. Considera que la societat actual vol tenir-ho tot massa marcat.
Ha col·laborat en premsa i en revistes pedagògiques com poden ser Avui, el Periódico de Catalunya, La Vanguardia, Perspectiva Escolar, Infància, Escola Catalana o Cuadernos de Pedagogía, entre d'altres. També forma part del consell de lectura de la revista infantil Cavall Fort.
El seu primer llibre publicat va ser el conte infantil Els nassos del rei, publicat l'any 1998. A partir d'aquest moment la seva narrativa infantil i juvenil apareix regularment amb més d'un llibre publicat cada any. Durant la dècada del 1990 es consolida com un dels escriptors per a públic infantil i juvenil més importants en llengua catalana.
Alguns dels seus llibres s'han traduït a l'aragonès, l'asturià, al castellà, a l'eslovè, a l'èuscar i al gallec.
L'any 2008 va rebre la Creu de Sant Jordi.

## Obres

### Ficció
- Els nassos del rei, 1988
- Una troballa sorprenent, 1988
- Les sargantanes negres: les peripècies de la Xarloca, amb Juli Palou, 1989
- El lladre d'ombres, 1989
- Hi ha coses que són de mal perdre., 1990
- No mireu sota el llit, 1990
- Va de cucs, 1990
- Una mort massa salada: les peripècies de la Xarloca, amb Juli Palou, 1990
- Un amor ben arrelat, 1991
- Un cas com un piano, 1991
- El doble secret de l'àvia, 1991
- L'estrella que volia tenir cua, 1991
- Els vents de la fortuna, 1992
- El gegant panxut, 1992
- Una història cap-i-cua, 1992
- Els braços de l'heura., 1993
- On l'amor s'hi posa., 1993
- Com una joguina trencada, 1993
- El gat amb barret de copa., 1994
- Un trèvol de set fulles., 1995
- La visita de la dama., 1995
- Assassinat fora de temporada: les peripècies de la Xarloca , amb Juli Palou, 1995
- Xerraires impenitents, 1995
- La crida del mar, 1996
- La mirada de la lluna, 1996
- El cel té un problema, 1997
- Quin parell!, 1998
- Hola, Pep., 1998
- Junts veurem el Miljacka, 1998
- Silenci al cor, 1999
- Els gegants adormits, amb Jordi Magallón, 1999
- M'ha agafat fort!, 1999
- Uns dies amb Sir William, 2000
- Un nou horitzó., 2001
- Trufa., 2001
- Camí de tornada., 2002
- Sort del nas., 2002
- El blanc que m'acull, amb Jordi Magallón i Javierre, 2003
- Coi de Quico!, 2003
- El bon somni., 2004
- El centaure., 2004
- L'herència., 2005
- Pobre senyor Pau; Viatges cap a la llum, amb Rosa Serrano, 2006
- Abans de néixer, després de morir., 2006
- A la vuitena te'n sortiràs., 2007
- El temps que ens toca viure.,2007
- La tarda d'en Gerard/La vesprada de Gerard. , 2009
- Aixecant el vol., 2009
- La colla del circ., 2010
- Set raons per estimar els meus pares., 2010
- Nil., 2012
- Que em sents, Aran?, 2013
- Bona nit, Pol, 2015
- Em dic Aran i m'encanta escriure!, 2016
- El cel sota terra (Memòria dibuixada), amb Jaume Valentines Álvarez, 2019
- L'inquietant (i meravellós) veí del tercer segona, 2019
- Un conte de pèls i plomes, amb Núria Cela, 2021
- Bruna. Una mirada trans, amb Xavi Cela, 2021

### Pedagògica
- Amb veu de mestre, 1992 (amb Juli Palou Sangrià)
- Lletra petita, 1998
- Calaix de mestre, 2001
- Va de mestres. Carta als mestres que comencen, 2004 (amb Juli Palou Sangrà)

## Premis
- 1991 - Premi Literari Ciutat d'Olot Arxivat 2016-02-02 a Wayback Machine. de Narrativa Infantil i Juvenil per Un cas com un piano.
- 1992 - Premi Rosa Sensat de Pedagogia per Amb veu de mestre
- 1995 - Premi Literari Ciutat d'Olot Arxivat 2016-02-02 a Wayback Machine. de Narrativa Infantil i Juvenil per Xerraires impertinents.
- 1997 - Premi Josep M. Folch i Torres per Quin parell!
- 1997 -Premi de Literatura Infantil El Vaixell de Vapor per Hola Pep!
- 2005 - Premi de Literatura Infantil El Vaixell de Vapor per L'herència
- 2006 - Premi Ciutat d'Olot de Novel·la Juvenil per Abans de néixer, després de morir
- 2008 - Selecció White Ravens per El temps que ens toca viure.
- 2010 - Premi de Literatura Infantil El Vaixell de Vapor per Set raons per estimar els meus pares